# Curimus interstitialis
Curimus interstitialis is een keversoort uit de familie pilkevers (Byrrhidae). De wetenschappelijke naam van de soort is voor het eerst geldig gepubliceerd in 1881 door Reitter.